# Moon Joon-young
Moon Joon-young (hangul: 문준영; Seúl, 9 de febrero de 1989), también conocido como Junyoung o Lee Hoo, es un cantante, actor y modelo surcoreano. Debutó como miembro del grupo masculino surcoreano ZE:A. También apareció en los dramas Poseidon, Vampire Idol y The Clinic for Married Couples: Love and War. También apareció en películas como Ronin Pop y ZE:A Breathe.

## Biografía y carrera
Nació en Seúl el 9 de febrero de 1989. Asistió a la Universidad de Artes y Cultura Digital de Seúl después de graduarse. En 2010, firmó contrato con Star Empire Entertainment. Debutó como miembro del grupo masculino surcoreano ZE:A en 2010. Aparte de sus actividades grupales, también hizo su debut como actor y apareció en varios dramas de televisión Poseidon, Please Marry Me, Gloria, Vampire Idol y Poseidon, The Clinic for Married Couples: Love and War. También apareció en las películas Ronin Pop y ZE:A Breathe. En 2017 su contrato con Star Entertainment expiró. Firmó con EXA Entertainment en 2017 para centrarse en su carrera actoral.

## Filmografía

### Series de televisión
| Año  | Título                                       | Papel                  | Ref.   |
| ---- | -------------------------------------------- | ---------------------- | ------ |
| 2010 | Prosecutor Princess                          | Papel menor en un club | [ 13 ] |
| 2010 | Please Marry Me                              | Trainee                | [ 14 ] |
| 2010 | Gloria                                       | Cantante               | [ 15 ] |
| 2011 | Poseidon                                     | Cha Hyun-seung         | [ 16 ] |
| 2011 | Vampire Idol                                 | Moon Jun-young         | [ 17 ] |
| 2013 | The Clinic for Married Couples: Love and War | Soo-ho                 | [ 18 ] |

### Películas
| Año  | Título        | Papel   | Idioma  | Árbitro. |
| ---- | ------------- | ------- | ------- | -------- |
| 2010 | Ronin Pop     | Jackie  | Coreano | [ 19 ]   |
| 2014 | ZE:A: Breathe | Lee Hoo | Coreano | [ 20 ]   |